# جامعة ولونغونغ في دبي
جامعة ولونغونغ في دبي هي جامعة خاصة تأسست في سنة 1993 في دبي من قبل جامعة ولونغونغ الأسترالية، وكان عدد الطلاب لا يتجاوزون 5. حالياً انتقلت إلى مدينة المعرفة بالقرب من جزيرة النخلة (الجميرا)، ووصل عدد الطلاب وفق 3300 طالب.
يضم الحرم الجامعي الجديد أحدث التقنيات والهندسة المعمارية العصرية و مساحات التعلم المبتكرة،والداعمة لأعضاء هيئة التدريس ومشاريع البحث المجتمعية.
تمنح الجامعة درجتي الدكتوراه والماجستير بالإضافة إلى البكالوريوس وبعض الشهادات التخصصية.
وتعتبر جامعة ولونغونغ في دبي من الجامعات الأسترالية الأعلى تصنيفاً في الإمارات، وتضم 152 ألف خريجاً من 108 جنسية مختلفة.

## تاريخ
افتتحت جامعة ولونغونغ الأسترالية في عام 1993 ما أصبح لاحقًا جامعة ولونغونغ في دبي، في دولة الإمارات العربية المتحدة. وقد أُطلق عليها في البداية اسم معهد الدراسات الأسترالية، لتُصبح بذلك أول جامعة أجنبية تؤسس حرمًا جامعيًا في الإمارات، وأول مؤسسة تعليم عالٍ أسترالية تمثل في دول مجلس التعاون الخليجي.
بدأ المعهد بتقديم برامج في اللغة الإنجليزية، ثم تحوّل بحلول عام 1995 إلى كلية تمهيدية، حيث كان بإمكان الطلبة إكمال جزء من دراستهم في إدارة الأعمال أو تقنية المعلومات في دبي، قبل الانتقال إلى أستراليا لإتمام دراستهم الجامعية.
وفي عام 1999، أصبحت الجامعة أول مؤسسة تعليمية مملوكة بالكامل لأطراف أجنبية في العالم تحصل على رخصة رسمية من الحكومة الاتحادية لدولة الإمارات العربية المتحدة. وتم افتتاح الحرم الجامعي رسميًا باسم جامعة ولونغونغ – فرع دبي في أكتوبر 2000، ثم أُعيد تنظيمها وتسجيلها رسميًا باسم جامعة ولونغونغ في دبي في عام 2004.

## وصلات خارجية
- موقع الجامعة الرسمي